# محمد أمين الشرواني
محمد أمين بن صدر الدين الشرواني  .(ت. 1036 هـ / 1626 م) هو مفسر، نسبته إلى شروان (من نواحي بخارى) كانت إقامته بآمد (ديار بكر) كما أقام مدة في الآستانة.

## آثاره
ذكر الزركلي أن له:
- (حاشية على تفسير البيضاوي) لم تكمل.
- (تفسير سورة الفتح).
- (الفوائد الخاقانية) في 53 علما.[3]